# RRH
RRH, ili peropsin, vizuelnom pigmentu-sličan receptor, je protein koji je kod čoveka kcodiran RRH genom.

Opsini su ćlanovi familije G protein-spregnutih receptora. Ovaj gen pripada sedam-eksonskog familiji sisarskih opsinskih gena, koja obuhvata opsin 5 i retinalni G protein spregnuti receptor.

## Literatura
1. ↑  Sun H, Gilbert DJ, Copeland NG, Jenkins NA, Nathans J (1997). „Peropsin, a novel visual pigment-like protein located in the apical microvilli of the retinal pigment epithelium”. Proc Natl Acad Sci U S A. 94 (18): 9893—8. PMC 23288 . PMID 9275222. doi:10.1073/pnas.94.18.9893.
2. ↑  Kalsi G; Kuo PH; Aliev F;  . (2010). „A systematic gene-based screen of chr4q22-q32 identifies association of a novel susceptibility gene, DKK2, with the quantitative trait of alcohol dependence symptom counts”. Human Molecular Genetics. 19 (12): 2497—506. PMID 20332099. doi:10.1093/hmg/ddq112. Приступљено 1. 4. 2011.
3. ↑  Rivolta C, Berson EL, Dryja TP (2006). „Mutation screening of the peropsin gene, a retinal pigment epithelium specific rhodopsin homolog, in patients with retinitis pigmentosa and allied diseases”. Molecular Vision. 12: 1511—5. PMID 17167409. Приступљено 1. 4. 2011.

## Dodatna literatura
- Bellingham J, Wells DJ, Foster RG (2003). „In silico characterisation and chromosomal localisation of human RRH (peropsin)--implications for opsin evolution.”. BMC Genomics. 4: 3. PMC 149353 . PMID 12542842. doi:10.1186/1471-2164-4-3.